# São Tomé (kommun i Brasilien, Paraná)
São Tomé är en kommun i Brasilien.   Den ligger i delstaten Paraná, i den södra delen av landet, 1 000 km sydväst om huvudstaden Brasília. Antalet invånare är 5 349.
Omgivningarna runt São Tomé är en mosaik av jordbruksmark och naturlig växtlighet. Runt São Tomé är det ganska glesbefolkat, med 28 invånare per kvadratkilometer.